# Ed de Goeij
Eduard Franciscus de Goeij (Gouda, 20 de dezembro de 1966) é um ex-futebolista neerlandês que atuava como goleiro.
Seu sobrenome, no exterior, é anglicizado como De Goey. A pronúncia correta é algo como  "De Rúi", embora seja comum ser narrado como "De Góei".

## Carreira
Revelado pelo GC & FC Olympia, clube amador de sua cidade natal, De Goeij estreou profissionalmente aos 18 anos, no Sparta Rotterdam, onde atuou por 6 temporadas antes de assinar pelo Feyenoord. Durante sua passagem pelo Stadionclub, o goleiro foi campeão nacional em 1992–93, além de ter conquistado 4 vezes a Copa dos Países Baixos e uma Supercopa, em 1991. Foi também eleito o melhor goleiro de seu país em 1993.
Após 235 partidas pelo Feyenoord, foi contratado pelo Chelsea em 1997 por £2,250,000. Nos Blues, foi titular absoluto até 2000, tendo vencido a Copa da Inglaterra, a Supercopa, a Copa da Liga, a Taça dos Clubes Vencedores de Taças e a Supercopa da UEFA neste período. A partir da temporada 2000–01, revezou a titularidade com o italiano Carlo Cudicini, tendo atuado 15 vezes durante a campanha que terminou com o vice-campeonato da Copa nacional e a sexta posição na Premier League.
Entre 2001 e 2003, foi relegado à reserva de Cudicini, jogando apenas 8 vezes no período, e deixou o Chelsea para defender o Stoke City. Nos Potters, chegou com o status de titular; mesmo com a idade avançada (faria 37 anos durante a temporada), De Goeij atuou em 37 partidas pelo Stoke, que terminou apenas em 11º lugar, com 66 pontos. Na temporada seguinte, revezou a titularidade com Steve Simonsen, que jogou 31 vezes, enquanto Ed Konijn (Ed Coelho, apelido que recebeu por seu semblante frio embaixo das traves e também pelo tamanho das orelhas) entrou em campo 17 vezes.
Sua despedida como jogador foi em 2005–06, disputando apenas 3 partidas - uma pela Copa da Inglaterra e outras 2 pela segunda divisão.

## Carreira internacional
Pela Seleção Neerlandesa, chegou a disputar 21 jogos pelas equipes de base entre 1984 e 1989. Na seleção principal, jogou 31 vezes. Foi titular da Laranja Mecânica durante a Copa de 1994 , vendo a seleção caindo nas quartas-de-final após derrota por 3 a 2 para o Brasil, que seria o eventual campeão. 
Nos anos seguintes, perderia a posição para o jovem Edwin van der Sar, que foi seu reserva nos Estados Unidos.

## Títulos
- Pelo Feyenoord:
  - Eredivisie: 1992–93
  - Copa dos Países Baixos: 1990–91, 1991–92, 1993–94, 1994–95
  - Supercopa dos Países Baixos: 1991
- Pelo Chelsea:
  - Copa da Liga: em 1997–98
  - Recopa Europeia da UEFA: 1997–98
  - Copa da Inglaterra: 1999–2000
  - Supercopa da Inglaterra: 2000
  - Supercopa da UEFA: 1998